# Sadaaki Akamatsu
Sadaaki Akamatsu (赤松 貞 明, Akamatsu Sadaaki, 30 de julio de 1910-22 de febrero de 1980) fue un oficial y piloto de combate en la Armada Imperial Japonesa (IJN) durante la segunda guerra sino-japonesa y el teatro del Pacífico de la Segunda Guerra Mundial. En el combate aéreo sobre China y el Pacífico, se le atribuyó oficialmente la destrucción de 27 aviones enemigos.
Akamatsu fue conocido como problemático y embaucador.
Muchas de sus victorias aéreas fueron obtenidas mientras estaba ebrio. A pesar de esto, sus supervisores estuvieron detrás de él, al igual que sus compañeros quienes frecuentemente lo defendían y cubrían. Henry Sakaida ha confirmado que Akamatsu voló por más de 8,000 horas de vuelo. Al final de la guerra, Akamatsu voló el Mitsubishi J2M Raiden.
Akamatsu solo fue acreditado de derivar 11 aeronaves  enemigas en China en la  Segundo Sino-Guerra japonesa, incluyendo cuatro en un solo enfrentamiento cerca de Nanchang el 25 de febrero de 1938. En los meses de apertura de la Guerra del Pacífico (1937-1945), sirvió en las Filipinas y campañas de Indias Del este holandesas. De enero de 1944 hasta el fin de la guerra, Akamatsu voló fuera de Atsugi Base de Aire, defendiendo Tokio de ataques de aire Aliado.
Después de la guerra Akamatsu trabajo como piloto buscador de peces para la asociación pesquera de Kochi luego dirigió un cafetería hasta su muerte el 22 de febrero de 1980 a causa de la neumonía, batallo por años contra el alcoholismo.